# فيزيولوجيا عصبية
فيزيولوجيا عصبية (بالإنجليزية: Neurophysiology)‏هو ذلك العلم الذي يتناول دراسة التغيرات الفسيولوجية في خلايا المخ والخلايا العصبية الأخرى المصاحبة لانتقال السيالات العصبية إلى الأعضاء أو من الأعضاء إلى الأعصاب، وذلك من خلال دراسة الرسم الكهربائى للمخ وكذلك قياس مستوى المواد الناقلة والموصلة للتيارات العصبية.
القشرة المخية (بالإنجليزية: cerebral cortex)‏
لنصفي المخ القدرة على تحليل المعلومات الحسية الواردة لهما، والقيام بالوظيفة الحركية الإرادية، ووظائف الذاكرة، والتعلم، وتكوين الأفكار، واتخاذ القرارات. وتعطبة يؤدي إلى اضطرابات الشخصية والتفكير والإحساس والحركة والذاكرة، وفقًا للمناطق المصابة.
النصف المخي الأيسر (بالإنجليزية: left cerebrum)‏
1- التحليل التتابعي: ويعني التحليل والتفسير المنظم والمنطقي للمعلومات.
2- تفسير وتكوين المعلومات الرمزية: كاللغة والرياضيات، والتفكير التجريدي.
3-تخزين الذاكرة على هيئة لغة
و تعطبة يؤدي إلى اضطراب تشغيل المعلومات والتفكير المنطقي.
كمون الراحة
هو فرق الكمون بين السطح الخارجي لليف وداخله أو التيار المتجه من سطح الليف نحو مقطعه
غشاء الليف مستقطب أثناء الراحة لأنه يفصل بين الشحنات الموجبة على السطح والشحنات السالبة في الداخل وكأنه بطارية قطبها الموجب نحو الخارج والسالب نحو الداخل
أسباب كمون الراحة
وجود فروق في تراكيز عدد من الشوارد بين الوسط داخل وخارج الخلية في حالة راحة الغشاء
وجود فروق في تراكيز عدد من الشوارد بين الوسط داخل الخلية والوسط خارجها في حالة الراحة فيكون تركيز شوارد الصوديوم والكلور خارج الخلية أكبر أما شوارد البوتاسيوم والشوارد العضوية السالبة (الشرسبات) داخل الخلية أكبر.
المحافظة على فروق التراكيز الشاردية أثناء الراحة
تتم بطريقتين: 1-قابلية النفوذ الاصطفائية للغشاء لبعض الشوارد دون بعضها الآخر فالغشاء أثناء الراحة نفوذ لشوارد البوتاسيوم أكثر بـ 50-100مرة من نفوذيته لشوارد الصوديوم فتأخذ شوارد البوتاسيوم بالانتثار من داخل الخلية إلى خارجها عبر قنوات التسرب البروتينية غير مصحوبة بالشرسبات ولاتعوض بشوارد الصوديوم فتتوضع على كامل السطح الخارجي للغشاء بينما تتوضع الشرسبات على كامل السطح الداخلي مما يخلق طبقة ثنائية القطب ويؤدي إلى كمون غشائي يعادل –66ملي فولط 1- عمل مضخة الصوديوم والبوتاسيوم التي تضخ ثلاث شوارد صوديوم إلى خارج الخلية مقابل نقلها لشاردتي بوتاسيوم إلى داخل الخلية بصرف ATPوهذا يعني ربح شاردة موجبة لخارج الخلية مع كل دورة فتزداد الشحنة الموجبة خارج الخلية والسالبة داخلها ويزداد فرق الكمون بمقدار-4ملي فولط فتصبح القيمة الاجمالية لكمون الراحة –70 ملي
 فولط كمون العمل هو انخفاض سريع في استقطاب الغشاء ينتهي بزواله ثم انعكاسه جزئياً ثم العودة لكمون الراحة الشوكة الكمونية هي موجة مؤنفة وحيدة الطور تمثل كمون العمل كما يرسمه جهاز الأوسيلوسكوب العامل الضروري لزوال وانعكاس استقطاب الغشاء هوكل من قنوات الصوديوم والبوتاسيوم
تشكل كمون العمل أو الشوكة الكمونية 1- عند التنبيه الفعال لنقطة من غشاء الليف تفتح بوابات قنوات الصوديوم 2- تأخذ شوارد الصوديوم بالتدفق نحو الداخل مضاعفة نفوذية الغشاء للصوديوم من 500-5000ضعف 3-فينخفض كمون الغشاء تدريجياً حتى زوال الاستقطاب 4-يستمر تدفق شوارد الصوديوم فينعكس الاستقطاب في المنطقة المنبهة أي تصبح شحنة السطح الداخلي موجبةً مقارنةً مع شحنة سطحه الخارجي 5-تغلق بوابات قنوات الصوديوم وتفتح بوابات قنوات البوتاسيوم 6-يحدث انتثار سريع لشوارد البوتاسيوم إلى الخارج مؤدياً إلى العودة التدريجية لكمون الراحة أي عودة استقطاب الغشاء 7-تغلق قنوات البوتاسيوم ويعمل الضخ الفعال بمضخة الصوديوم والبوتاسيوم على تثبيت حالة استقطاب الغشاء
ينعكس الاستقطاب في نقطة التنبيه بسبب استمرار دخول شوارد الصوديوم نستطيع تسجيل كمون عمل ثنائي الطور يمكن تسجيله بوضع مساري راسم الاهتزاز المهبطي في نقطتين متباعدتين على سطح الليف أهميته: تسجيل مخططات لعمل الدماغ والقلب والعضلات وأي شذوذ فيها يدل على حالة مرضية معينة الأمواج الدماغية وبما تتعلق صفتها هي أمواج تدل على فعالية كهربائية مستمرة في الدماغ ترتبط بالمستوى الاجمالي لاثارة الدماغ وتعتمد صفة الأمواج على درجة فعالية القشرة المخية وتتغير بين اليقظة والنوم وتصنف (ألفا – بيتا – دلتا 000) كمون التحديد هو فرق الكمون بين المناطق المصابة والمناطق السليمة كمون التحديد وفيم يستخدم ينجم عن الشحنة السالبة لسطح المناطق المتضررة مقارنة مع الشحنة الموجبة لسطح المنطقة السليمة يستخدم لتحديد مساحة المنطقة المصابة يسجل: بوضع أحد المسريين في منطقة سليمة والمسرى الآخر على المنطقة المصابة وبتحريك المسرى الموجود في المنطقة المصابة تدريجيآ حتى زوال فرق الكمون يتم تحديد رقعة المنطقة المصابة السيالة العصبي هي كمون العمل الذي ينتشر على طول الليف العصبي بشكل موجة سالبة
تختلف باختلاف الألياف العصبية فهي 0.5م/ثا في الألياف التي قطرها 0.1مم و100م/ثافي الألياف التي قطرها1مم و120م/ثا في الألياف المغمدة بالنخاعين آلية انتقال التنبيه في الألياف المجردة من النخاعين 1 – عند تنبيه الليف العصبي ينعكس الاستقطاب في المنطقة المنبهة 2-ينشأ فرق في الكمون بين المنطقة المنبهة والمناطق المجاورة 2- تتشكل تيارات محلية تتقدم من المناطق المجاورة إلى المنطقة المنبهة خارج الليف وبالاتجاه المعاكس داخله 3- تقوم التيارات الخارجة من المنطقة المنبهة بتنبيه المنطقة المجاورة مولدة فيها كمون عمل جديد أي ينتقل إليها التنبيه 4- تتكرر العملية بالآلية نفسها حتى يصل التنبيه إلى نهاية الليف
في النقل الوظيفي ينتقل التنبيه باتجاه واحد أما في الليف المعزول فينتقل التنبيه بالاتجاهين